# Stawiguda
Stawiguda (niem. Stabigotten, pol. przed 1939 Stabigoda) – wieś w Polsce położona w województwie warmińsko-mazurskim, w powiecie olsztyńskim, w gminie Stawiguda. Stawiguda leży w południowej części Warmii, przy drodze ekspresowej s51 Olsztynek – Olsztyn. W latach 1975–1998 miejscowość administracyjnie należała do województwa olsztyńskiego. Siedziba gminy Stawiguda.

## Nazwa
Nazwa wsi prawdopodobnie wywodzi się z języka pruskiego. Najstarsza znana forma zapisana w źródłach to Stabegoide, notowana w dokumencie lokacyjnym z 1357 roku. Etymologia tej nazwy nie jest całkowicie jednoznaczna, jednak według jednej z hipotez opiera się na pruskich słowach: stabik – oznaczającym „kamień” oraz guidde (lub gudde) – oznaczającym „krzak” lub „zarośla”. Nazwa mogła zatem odnosić się do charakterystycznego krajobrazu miejsca – kamienistego i porośniętego zaroślami.

## Historia
Wieś lokowana przez kapitułę warmińską na 36 włókach na prawie chełmińskim w 1357 r. pod nazwą Stabegoide. Zasadźcami byli Prusowie: Surgeden i Cristian, z 15 latami wolnizny. Zasadźcy otrzymali 4 włóki oraz dodatkowo 1 włokę bez czynszu, za szczególne zasługi. Zobowiązani zostali do płacenia połowy dochodów z karczmy.
W czasie wojny polsko-krzyżackiej (1519–1521) wieś została zniszczona. W 1524 r. w Stawigudzie gospodarzyło jedynie 6 chłopów. W 1654 r. we wsi było dwóch sołtysów, karczma i 14 gospodarstw chłopskich. W 1786 r. biskup warmiński Ignacy Krasicki podjął próbę założenia szkoły, ale chłopi odmówili płacenia na jej utrzymanie.
W drugiej połowie XIX w. we wsi powstała biblioteka Towarzystwa Czytelni Ludowych. W 1897 r. wybudowano neogotycką kaplicę ewangelicką. W latach 1932–1934 wybudowano kościół katolicki pw. św. Jakuba Starszego Apostoła, konsekrowany w 1934 r. przez biskupa warmińskiego Maksymiliana Kallera. Kościół filialny i wieś należały do parafii w Gryźlinach.
W 1911 roku powstała ochotnicza straż pożarna w Stawigudzie. W 1925 r. była to najmniejsza w obwodzie olsztyńskim jednostka, w której skład wchodziło 8 strażaków. Pod koniec drugiej wojny światowej w Stawigudzie były jednocześnie: Ochotnicza Straż Pożarna, tzw. Obowiązkowa straż Pożarna, a także Młodzieżowa Straż Pożarna i Zakładowa Straż Pożarna. 
Podczas II wojny światowej Niemcy utworzyli w Stawigudzie podobóz dla jeńców rosyjskich i włoskich.
Po wojnie Ochotniczą Straż Pożarną reaktywowali: Władysław Kozłowski (kierownik Szkoły Podstawowej w Stawigudzie), Henryk Zeus (Cyfus), Georg Kochanek i Zygmunt Rudziński. Pierwsza remiza strażacka mieściła się koło kuźni, przy obecnej ulicy Warszawskiej. Pierwszym wyposażeniem była ręczna pompa umieszczona na konnym wozie. 
Od 1945 r. miejscowość uzyskała status wsi gminnej.

## Zabytki
- Kościół św. Jakuba Apostoła, wybudowany w latach 1932–1934[9], murowany, z przyporami z ciosanych kamieni, salowy z wydzielonym prezbiteriów oraz prostokątną wieżą. Budowla z dwuspadowym dachem krytym dachówką ceramiczną. Krzyż umieszczony w prezbiterium, został przywieziony z niszczejącej kaplicy św. Huberta w pobliskich lasach koło wsi Rybaki wraz z białymi figurami Matki Bożej Bolesnej i św. Jana Apostoła.
- Neogotycka kaplica ewangelicka, wybudowana w 1897 r. Po roku 1945 pozostała opuszczona. Przez pewien czas pełniła funkcję remizy strażackiej. Obecnie w odremontowanym budynku mieści się centrum kultury "Kuźnia Kultury"[10].  Wokół kaplicy znajduje się dawny cmentarz ewangelicki.

## Gospodarka
W XIX w. głównie przemysł tartaczny i rolniczy. W XXI w. widoczny rozwój usług oraz handlu. W miejscowości swoje zakłady mieszczą firmy z branż: motoryzacyjnej (Inter Parts, Auto Land, Inter Land), transportowej (DB Schenker), logistycznej (Centrum Dystrybucyjne Jeronimo Martins Polska).

## Sport
Przy ul. Olsztyńskiej mieści się stadion piłkarski, na którym mecze rozgrywa występujący w lidze okręgowej klub GKS Stawiguda. Funkcjonuje boisko wielofunkcyjne "Orlik" oraz kort tenisowy.

## Komunikacja i transport
Miejscowość położona przy trasie linii kolejowej numer 216: Działdowo - Olsztyn Główny z czynnym przystankiem kolejowym Stawiguda.
Miejscowość skomunikowana z drogą ekspresową S51 węzłem drogowym Stawiguda.
Do miejscowości kursują linie autobusowe komunikacji gminnej o numerach S3, S4 i S5 oraz autobus MPK Olsztyn o numerze linii 129.